# Šeststrana prizma
| Šeststrana prizma           | Šeststrana prizma                                   |
| --------------------------- | --------------------------------------------------- |
|                             |                                                     |
| vrsta                       | prizmatični uniformni polieder                      |
| elementi                    | F = 8, E = 18, V = 12, ({\displaystyle \chi \,}= 2) |
| stranske ploskve po straneh | 6{4} + 2{6}                                         |
| Schläflijev simbol          | t{2,6} ali {6}x{}                                   |
| Wythoffov simbol            | 2 6 \| 2 2 2 3 \|                                   |
| Coxeter-Dinkinov diagram    |                                                     |
| simetrija                   | D6h, [6,2], (*622) reda 24                          |
| vrtilna grupa               | D6, [6,2]+, (622) reda 12                           |
| sklici                      | U76(d)                                              |
| dual                        | šeststrana bipiramida                               |
| značilnosti                 | konveksna zonoeder                                  |
| slika oglišč 4.4.6          |                                                     |

Šeststrana prizma je v geometriji prizma s  šestkotniško osnovno ploskvijo. Ta polieder ima 8 stranskih ploskev, 18 robov in 12 oglišč. Ker ima osem stranskih ploskev, je oktaeder. 

## Kot polpravilni (uniformni) polieder
Če so vse stranske ploskve pravilne, je šeststrana prizma polpravilni polieder

## Prostornina
Kot za večino prizem, dobimo prostornino tako, da vzamemo ploščino osnovne ploskve, ki naj ima dolžino a ter jo pomnožimo z višino piramide {\displaystyle h}. To je 
{\displaystyle V={\frac {3{\sqrt {3}}}{2}}a^{2}\times h}

Prosojni model šeststrane prizme

## Uporaba
Obstajajo kot celice štirih prizmatičnih uniformnih satovja v treh razsežnostih:
| šestkotno prizmatično satovje | trikotno-šestkotno prizmatično satovje | prirezano trikotno-šestkotno prizmatično satovje | rombi trikotno-šestkotno prizmatično satovje |
|                               |                                        |                                                  |                                              |

Obstajajo tudi celice številnih štirirazsežnih uniformnih polihoronov, vključno z: 
| prisekana tetraederska prizma | prisekana oktaederska prizma | prisekana kubooktaedeska prizma | prisekana ikozaederska prizma | prisekana ikozidodekaederska prizma |
|                               |                              |                                 |                               |                                     |
| runciprisekana 5 celica       | omniprisekana 5 celica       | runciprisekana 16 celica        | omniprisekan teserakt         |                                     |
|                               |                              |                                 |                               |                                     |
| runciprisekana 24 celica      | omniprisekana 24 celica      | runciprisekana 600 celica       | omniprisekana 120-celica      |                                     |
|                               |                              |                                 |                               |                                     |

## Sorodni poliedri in tlakovanja
Polieder se lahko obravnava kot zaporedje uniformnih oblik s sliko oglišč (4.6.2p) in s Coxeter-Dinkinovim diagramom . Za p<6 so členi zaporedja omniprisekani poliedri (zonoedri), ki so spodaj prikazani kot sferno tlakovanje. Za p>6 so to tlakovanja hiperbolične ravnine, ki se prične s prisekanim triheptagonalnim tlakovanjem.
| sferna/ravninska simetrija | *232 [2,3] D3h | *332 [3,3] Td | *432 [4,3] Oh | *532 [5,3] Ih | *632 [6,3] P6m | *732 [7,3]  | *832 [8,3]  |
| red simetrije              | 12             | 24            | 48            | 120           | ∞              | ∞           | ∞           |
| Coxeter Schläfli           | t0,1,2{2,3}    | t0,1,2{3,3}   | t0,1,2{4,3}   | t0,1,2{5,3}   | t0,1,2{6,3}    | t0,1,2{7,3} | t0,1,2{8,3} |
| -------------------------- | -------------- | ------------- | ------------- | ------------- | -------------- | ----------- | ----------- |
| omniprisekana oblika       | 4.6.4          | 4.6.6         | 4.6.8         | 4.6.10        | 4.6.12         | 4.6.14      | 4.6.16      |